# 拉达乡
拉达乡，是中华人民共和国四川省凉山彝族自治州布拖县曾经下辖的一个乡。2021年1月12日，撤销拉达乡，其所属行政区域为特木里镇的行政区域。

## 行政区划
拉达乡撤销前下辖以下地区：
收字村、特尔村、海博村、博石村和店子村。